# Pedro Sáez Benedicto
Pedro Sáez Benedicto (Barcelona, 11 de octubre de 1902 - Simferópol, 8 de noviembre de 1979) fue un boxeador y entrenador de boxeo español que participó en la guerra civil española y en la Segunda Guerra Mundial, también nombrado entrenador de boxeo honorable de la República Socialista Soviética de Ucrania.

## Biografía
Nacido el 11 de octubre de 1902 en Barcelona, su familia emigró a Montevideo (Uruguay) tres años después, donde llegaron en el barco Alsacia el 23 de diciembre de 1905. A los ocho años, se interesó por el boxeo al ver entrenar al campeón uruguayo de peso mediano. 
Posteriormente regresó a Barcelona, donde se dedicó al ciclismo y al fútbol. Trabajó como carpintero, pero pronto comenzó a boxear en el club deportivo de la calle Tallers. Debutó como profesional a los 17 años, entrenado por Pepe Comas. En 1923, en un combate con el belga Piet Hobin, Sáez se convirtió en el dueño del cinturón de oro de la Eurocopa. En total, a este nivel consiguió dos victorias en el Campeonato de Europa entre profesionales y 16 títulos de Campeón de España. Se retiró como boxeador en 1933.
Tras finalizar su carrera, pasó a ocupar el puesto de entrenador. Bajo su dirección, Víctor Ferrand y Martínez de Alfara ganaron el campeonato europeo de boxeo profesional. Afiliado al Partido Comunista de España, envió repetidamente el dinero que recibía del boxeo al Socorro Rojo Internacional. Tomó parte en la guerra civil española dentro del bando republicano, ejerciendo de guardaespaldas de los cónsules soviéticos en Barcelona, Kotov y Vladímir Antónov-Ovséyenko. 
Tras la derrota de los republicanos en la guerra civil, Sáez Benedicto se exilió en la Unión Soviética. El 28 de junio de 1939 llegó a Leningrado en el barco Siberia, trabajó como mecánico en la planta de construcción de maquinaria de Kramatorsk. Sáez luchó en el territorio ocupado de la República Socialista Soviética de Bielorrusia como parte de un destacamento partisano español durante la Segunda Guerra Mundial. En 1943 sufrió congelación en los pies y fue enviado a Taskent para recibir tratamiento. Después de su recuperación, junto con Albert Lavrinovich y Sidney Jackson, enseñó boxeo a los jóvenes de la ciudad. Un año después, decide establecerse en Crimea, a donde le aconsejaron trasladarse debido a la similitud del clima local con el español. Allí consigue trabajo como carpintero en una granja colectiva.
En 1947 se trasladó a Simferópol, consiguiendo un puesto primero en la sociedad Spartak, y más tarde en las Reservas Laborales. Entrenó a la selección nacional de la RSFSR de Ucrania, a la que llevó a la victoria en la Copa de la URSS en 1954. Entre sus protegidos estaban Anatoli Melnik (ganador del campeonato de la RSFSR), Boris Dorofeev (ganador del campeonato de la URSS), Leonid Leontyev (ganador de la 1ª Spartakiad de la RSFSR de Ucrania), Viktor Chernogor (dos veces campeón de la RSFSR, dos veces campeón de Ucrania, ganador del premio del campeonato de la URSS), Iosif Savitsky (ganador del premio de la Copa de la URSS) o Vladímir Antipenko (ganador del premio del campeonato de la URSS). En 1954 se convirtió en entrenador consultor del equipo olímpico de la Unión Soviética y, más tarde, en uno de los entrenadores del equipo del Consejo Central de Reservas Laborales. Durante este tiempo, entrenó a boxeadores como Oleg Grigoriev, Stanislav Stepashkin y Serguéi Sivko. También participó en la formación de entrenadores, entre los que estaban Garbuzov, Sendetsky, Antipenko o Mark Meltzer.
Tras la muerte de Francisco Franco, su hijo Pedro Sáez Pic se trasladó a España. Sin embargo, Pedro Sáez Benedicto decidió quedarse en la Unión Soviética, donde vivían su hija y sus nietos, , aunque pudo visitar España. Hacia el final de su vida, le amputaron ambas piernas. En febrero de 1978 murió su esposa y el 8 de noviembre de 1979 falleció el propio Pedro Sáez en Simferopol, donde fue enterrado.

## Homenajes

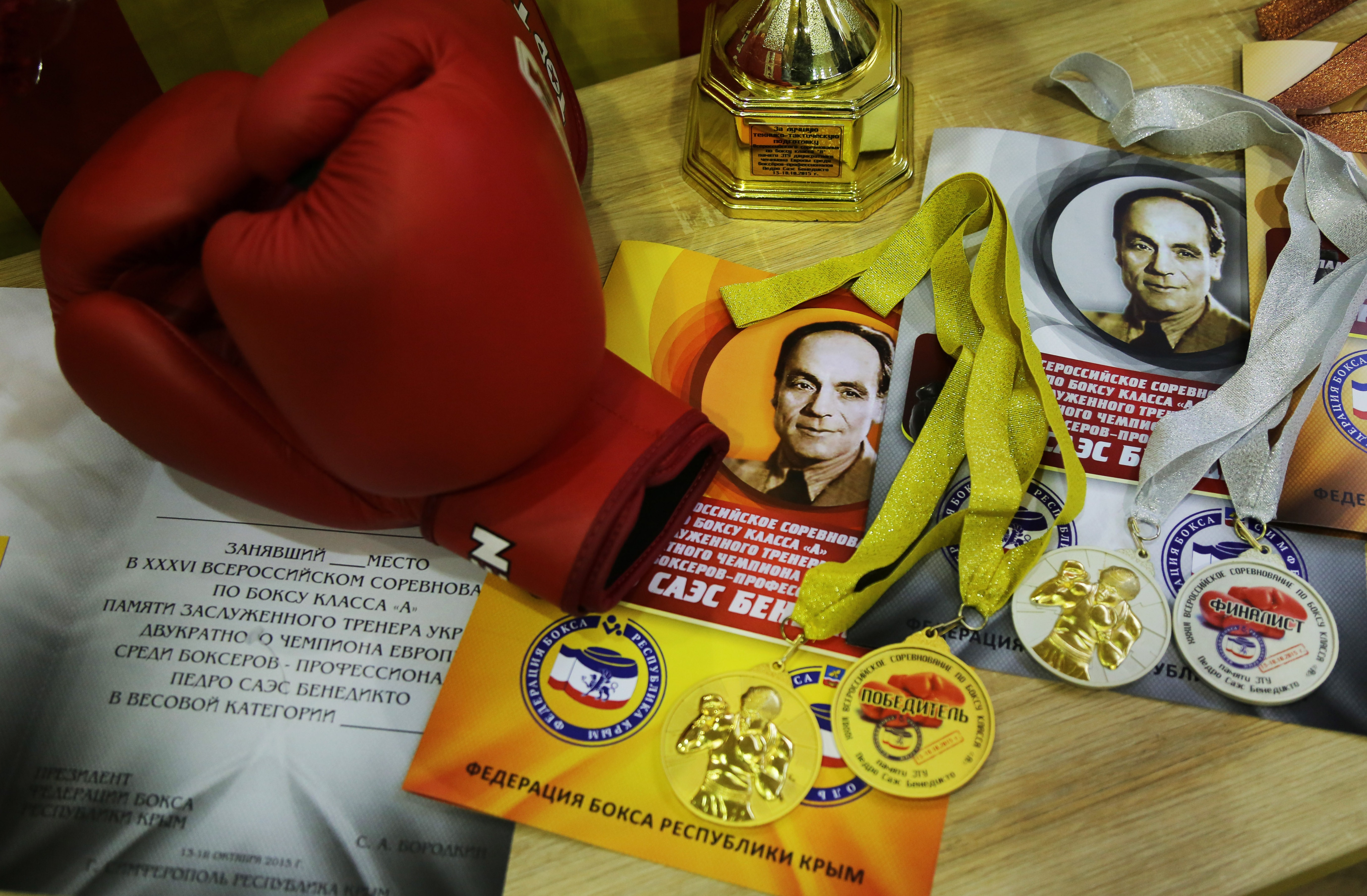
Parafernalia del torneo Pedro Sáez

Desde 1980 se celebra anualmente un torneo internacional de boxeo que lleva su nombre, fundado por Víktor Alekseevich Spirin. El torneo tiene categoría A, lo que permite a sus ganadores recibir el título de Maestro de Deportes.
En 2007 se instaló en Simferópol una placa conmemorativa en memoria de Pedro Sáez.